# 22158 Чі
22158 Чі (22158 Chee) — астероїд головного поясу, відкритий 21 листопада 2000 року.
Тіссеранів параметр щодо Юпітера — 3,424.